# Air Malawi
Air Malawi war die nationale Fluggesellschaft von Malawi mit Sitz in Blantyre und Basis auf dem Flughafen Lilongwe.

## Geschichte

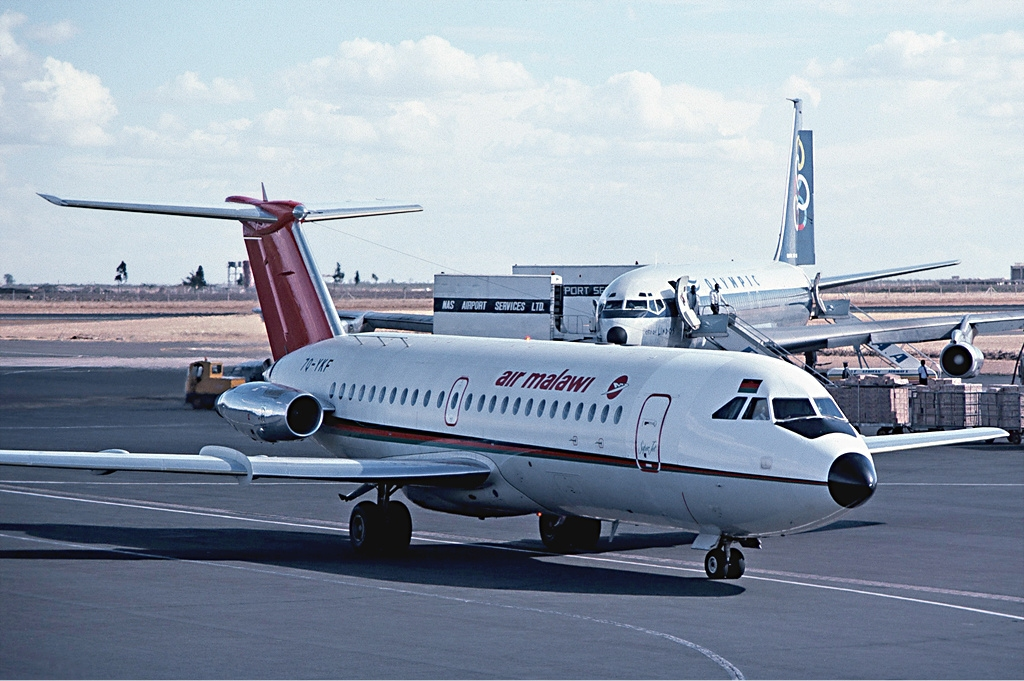
Eine BAC 1-11 der Air Malawi, Nairobi 1976

Bereits 1963 wurde im Zuge der Auflösung der Föderation von Rhodesien und Njassaland die Gründung von Air Malawi als auch Air Rhodesia und Zambia Airways als Tochtergesellschaft der Central African Airways (CAA) beschlossen. Air Malawi nahm mit zwei Douglas DC-3 und drei DHC-2 Beaver aus dem Bestand der CAA den Flugbetrieb auf. Die fünf Vickers Viscount verblieben bei der Muttergesellschaft, operierten aber je nach Bedarf im Namen der drei Tochtergesellschaften. Mit der einseitigen Unabhängigkeitserklärung von Südrhodesien 1965 begann das Ende der Central African Airways. Vom 4. Februar 1966 an war es der CAA verboten Kenia, Tansania oder Uganda anzufliegen oder deren Luftraum zu benutzen. Damit brachen für Air Malawi die von der CAA im Auftrag durchgeführten Verbindungen weg. Im Jahr 1967 wurde die heutige Air Malawi als unabhängige Nachfolgegesellschaft gegründet.
Im Jahr 1972 wurden die Vickers Viscount dann durch BAC 1-11 ersetzt. Ab 1974 wurde auch London-Gatwick angeflogen. Nach einigen einzelnen Änderungen des Flottenbestands wurden 1991 eine Boeing 737, eine ATR 42 und 1993 auch eine Dornier 228 gekauft, um den Flugbetrieb zu modernisieren. Im Jahr 2006 wurde dann eine weitere 737 gekauft, um die Flotte zu ergänzen.
Am 18. November 2012 meldete die Fluggesellschaft Insolvenz an, um Schulden abzubauen, damit das Unternehmen einfacher privatisiert werden konnte. Der Flugbetrieb wurde am 13. Februar 2013 eingestellt. Des Weiteren wurde zu diesem Datum 90 % der Belegschaft, 243 Mitarbeitern, gekündigt. Mit Hilfe der Ethiopian Airlines, welche einen Anteil von 49 % an dem Unternehmen übernahm, nahm die neu gegründete Malawian Airlines noch im Jahr 2013 den Flugbetrieb auf. Die Regierung Malawis besitzt 51 % der Fluggesellschaft.

## Flugziele
Air Malawi bediente hauptsächlich Ziele im südlichen Afrika, darunter Johannesburg, Lusaka, Daressalam und Harare.

## Flotte

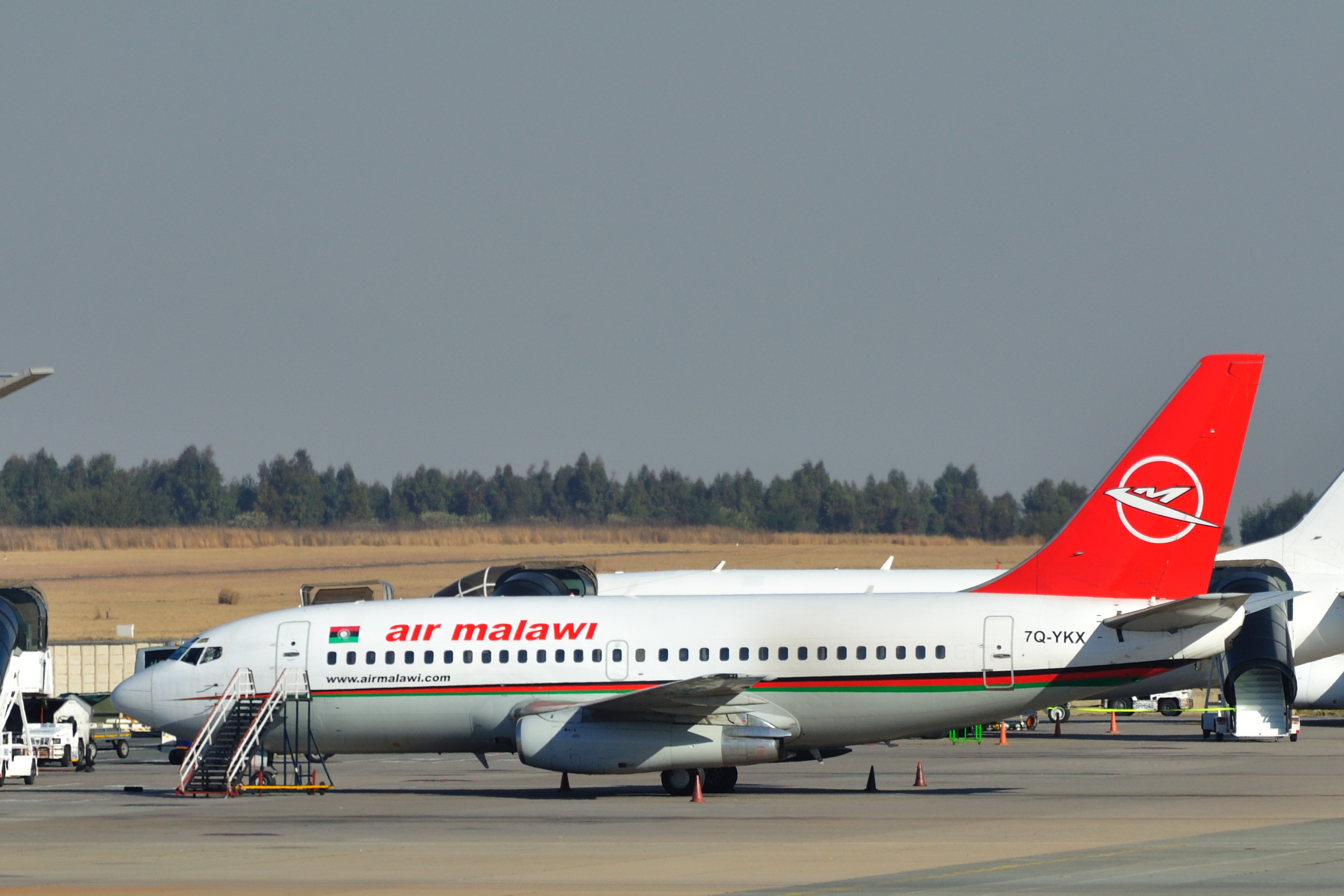
Eine Boeing 737-200 der Air Malawi, Johannesburg 2011

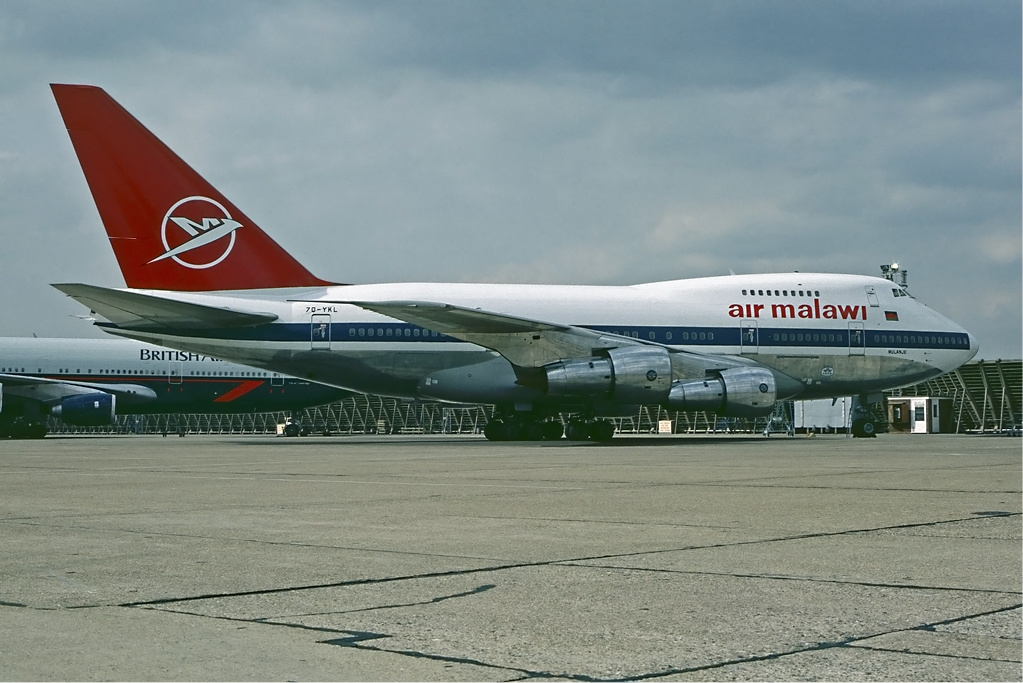
Eine Boeing 747-SP der Air Malawi, Nairobi 1976

### Flotte bei Betriebseinstellung
Bei der Einstellung des Flugbetriebs am 13. Februar 2013 besaß Air Malawi zuletzt eine Boeing 737-200.

### Zuvor eingesetzte Flugzeuge
Im Laufe ihres Bestehens setzte Air Malawi auch folgende Flugzeugtypen ein:
- ATR 42
- BAC 1-11
- Boeing 737-300
- Boeing 737-500
- Boeing 747-SP
- Cessna 208 Caravan
- DHC-2 Beaver
- Dornier 228
- Douglas DC-3
- Hawker Siddeley HS.748
- Let L-410
- Short Skyvan
- Vickers Viscount
- Vickers VC10

## Zwischenfälle
Von 1967 bis zur Betriebseinstellung 2013 kam es bei Air Malawi zu einem Totalschaden von Flugzeugen. Dabei kamen 10 Menschen ums Leben.
- Am 6. November 1987 wurde eine Short Skyvan der Air Malawi (Luftfahrzeugkennzeichen 7Q-YMB) nahe der Stadt Ulongwe in Mosambik abgeschossen, 100 Kilometer südöstlich vom Zielflughafen in Lilongwe. Die Maschine war auf einem Inlandsflug von Blantyre zum Flughafen Lilongwe und überflog den Nordostteil von Mosambik, in dem gerade heftige Kämpfe tobten. Alle 10 Insassen, 2 Besatzungsmitglieder und 8 Passagiere, wurden getötet.[9][10]